# 114 a. C.
El año 114 a. C. fue un año del calendario romano prejuliano. En el Imperio romano, fue conocido como el año 640 Ab Urbe condita.

## Acontecimientos
- Se construye el primer templo de Venus
- Hispania Ulterior: Cayo Mario, pretor, lucha contra los lusitanos.[1]